# Geissorhiza

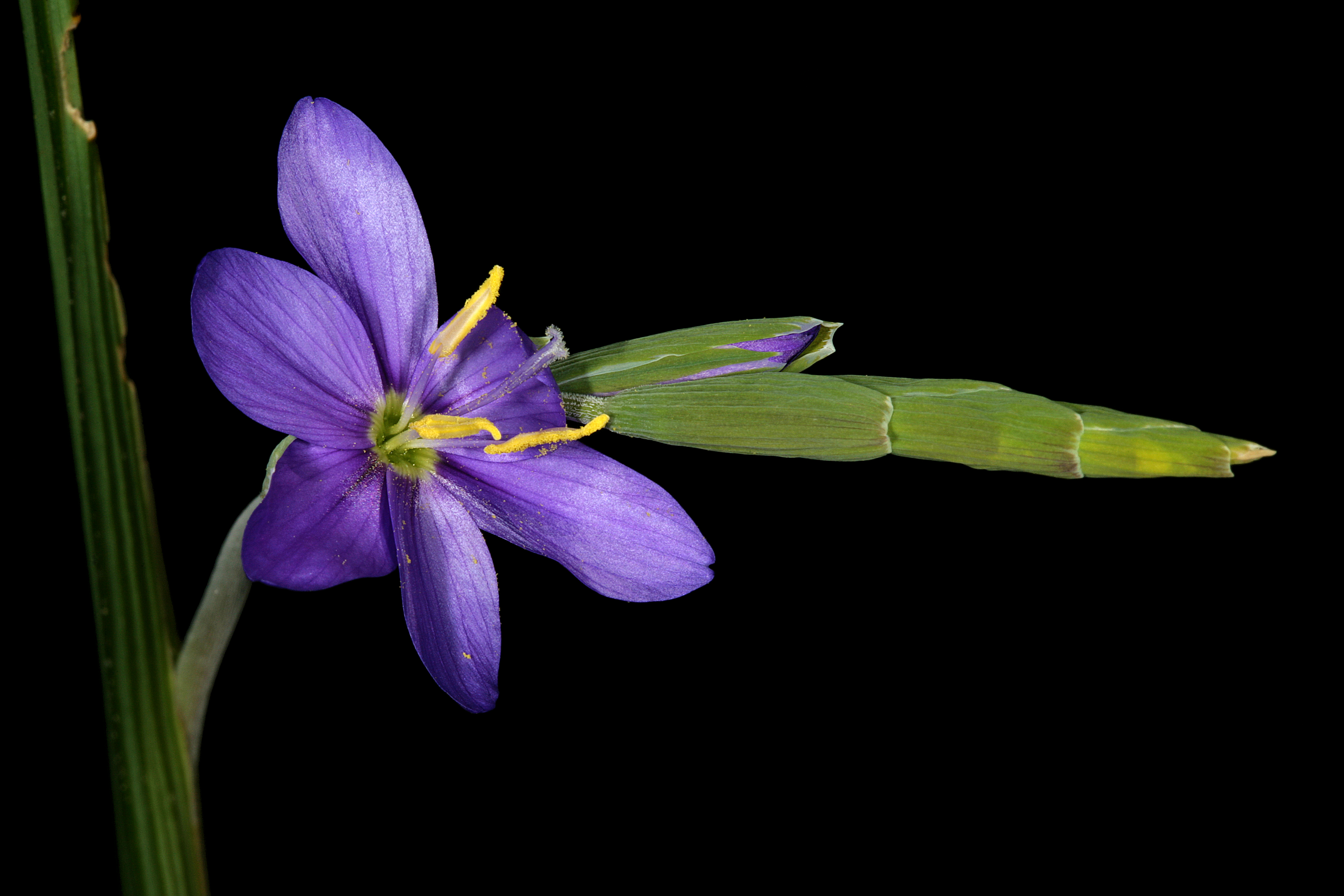
Geissorhiza arenicola

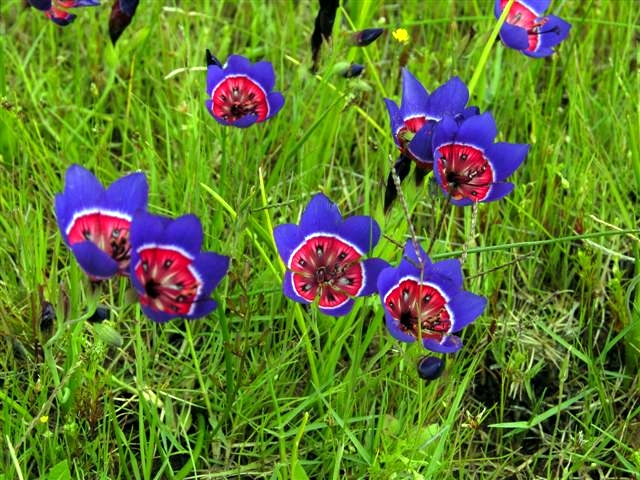
Geissorhiza radians

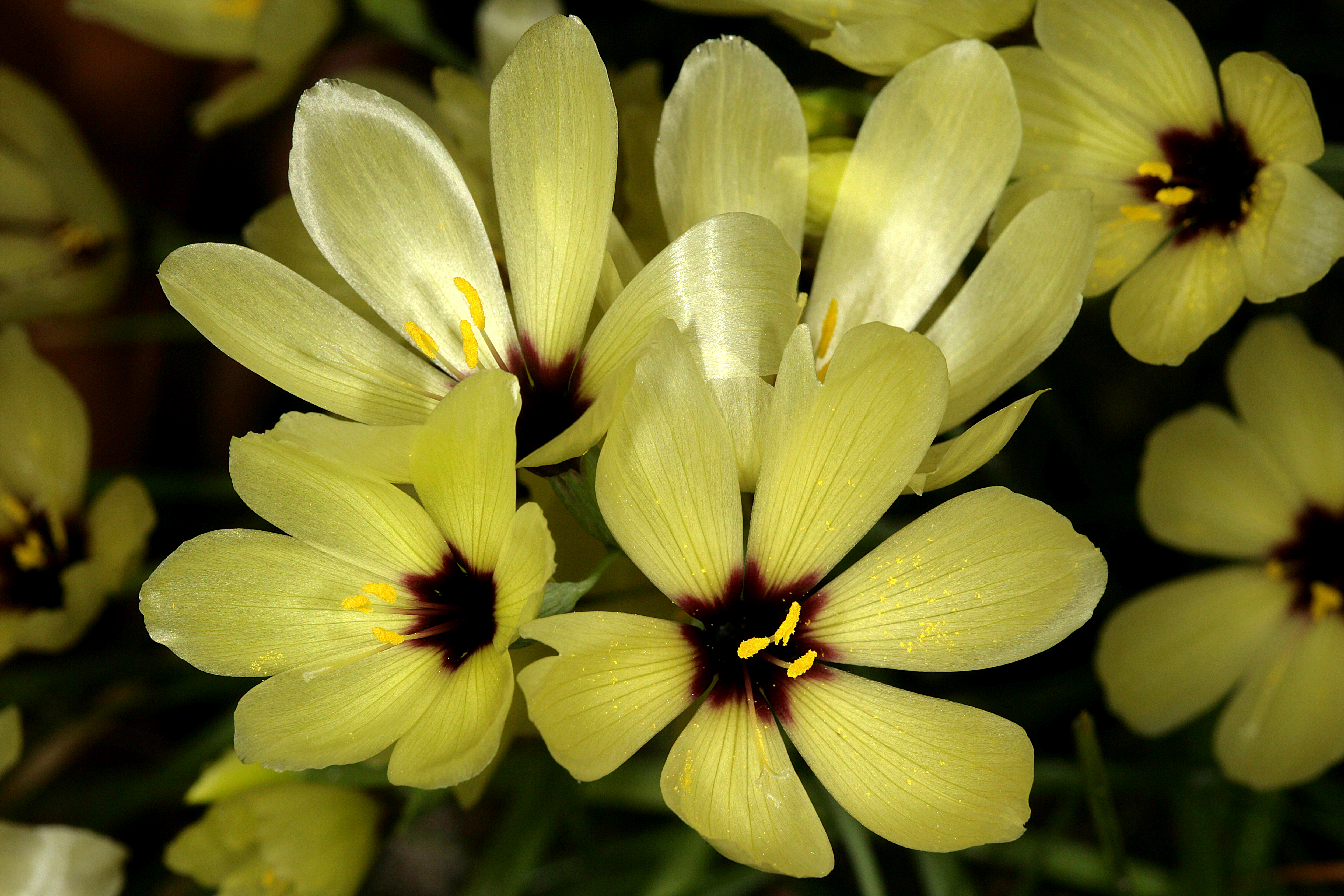
Geissorhiza darlingensis

Geissorhiza – rodzaj roślin należący do rodziny kosaćcowatych (Iridaceae). Obejmuje 97–103 gatunki. Rośliny te pochodzą z Afryki Południowej, gdzie rosną głównie w dawnej Prowincji Przylądkowej, ograniczone niemal wyłącznie do obszarów rozciągających się wzdłuż wybrzeży. Zasiedlają siedliska zasilane wodami opadowymi w okresie zimowym. Niektóre gatunki uprawiane są jako rośliny ozdobne.

## Morfologia

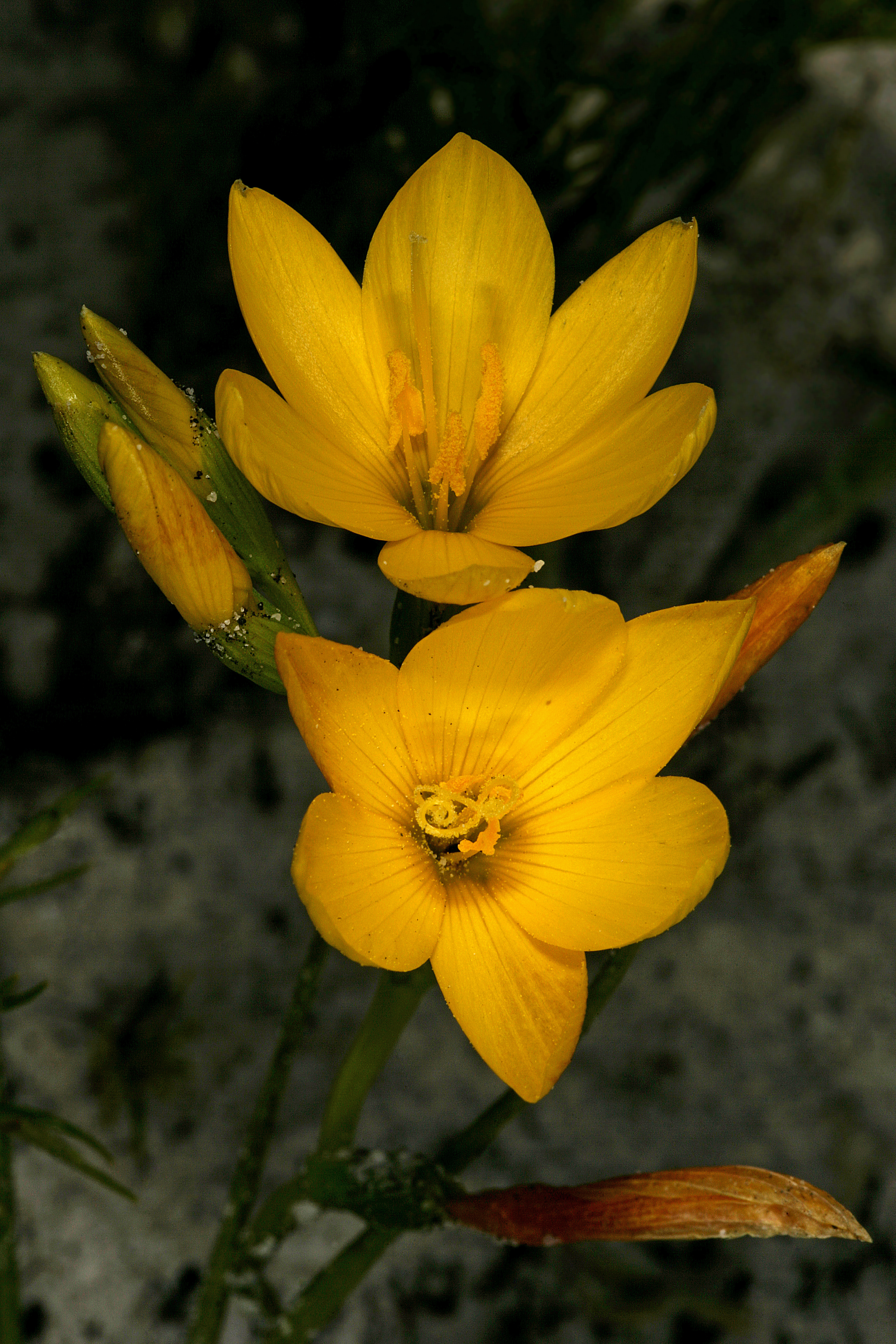
Geissorhiza humilis

PokrójGeofity z asymetrycznymi bulwocebulami okrytymi drewniejącą okrywą. Rośliny niewielkich rozmiarów.
LiścieDwurzędowe, równowąskie, u części przedstawicieli żeberkowane lub rowkowane, czasem ze zgrubiałą wiązką centralną i skrajem liścia lub ze skrzydlasto wydłużoną wiązką centralną.
KwiatyOd podobnych rodzajów wyróżniają je nierównej długości pręciki i długa (wystająca z rurki korony) szyjka słupka na końcu z trzema krótkimi, odgiętymi ramionami. Okwiat promienisty, ale u części przedstawicieli słabo grzbiecisty.
OwoceTrójkomorowe torebki.

## Systematyka
Rodzaj z plemienia Croceae, z podrodziny Crocoideae z rodziny kosaćcowatych (Iridaceae).
Wykaz gatunków
- Geissorhiza alticola Goldblatt
- Geissorhiza altimontana Goldblatt & J.C.Manning
- Geissorhiza arenicola Goldblatt
- Geissorhiza aspera Goldblatt
- Geissorhiza barkerae Goldblatt
- Geissorhiza bolusii Baker
- Geissorhiza bonae-spei Goldblatt
- Geissorhiza bracteata Klatt
- Geissorhiza brehmii Eckl. ex Klatt
- Geissorhiza brevituba (G.J.Lewis) Goldblatt
- Geissorhiza bryicola Goldblatt
- Geissorhiza burchellii R.C.Foster
- Geissorhiza callista Goldblatt
- Geissorhiza cantharophila Goldblatt & J.C.Manning
- Geissorhiza cataractarum Goldblatt
- Geissorhiza cedarmontana Goldblatt
- Geissorhiza ciliatula Goldblatt
- Geissorhiza confusa Goldblatt
- Geissorhiza corrugata Klatt
- Geissorhiza darlingensis Goldblatt
- Geissorhiza delicatula Goldblatt
- Geissorhiza demissa Goldblatt & J.C.Manning
- Geissorhiza divaricata Goldblatt
- Geissorhiza elsiae Goldblatt
- Geissorhiza erubescens Goldblatt
- Geissorhiza esterhuyseniae  Goldblatt
- Geissorhiza eurystigma L.Bolus
- Geissorhiza exilis Goldblatt & J.C.Manning
- Geissorhiza exscapa (Thunb.) Goldblatt
- Geissorhiza foliosa Klatt
- Geissorhiza fourcadei (L.Bolus) G.J.Lewis
- Geissorhiza furva Ker Gawl. ex Baker
- Geissorhiza geminata E.Mey. ex Baker
- Geissorhiza grandiflora Goldblatt
- Geissorhiza helmei Goldblatt & J.C.Manning
- Geissorhiza hesperanthoide s Schltr.
- Geissorhiza hispidula (R.C.Foster) Goldblatt
- Geissorhiza humilis (Thunb.) Ker Gawl.
- Geissorhiza imbricata (D.Delaroche) Ker Gawl.
- Geissorhiza inaequalis L.Bolus
- Geissorhiza inconspicua Baker
- Geissorhiza inflexa (D.Delaroche) Ker Gawl.
- Geissorhiza intermedia Goldblatt
- Geissorhiza juncea (Link) A.Dietr.
- Geissorhiza kamiesmontana Goldblatt
- Geissorhiza karooica Goldblatt
- Geissorhiza lapidosa Goldblatt & J.C.Manning
- Geissorhiza leipoldtii R.C.Foster
- Geissorhiza lithicola Goldblatt
- Geissorhiza longifolia (G.J.Lewis) Goldblatt
- Geissorhiza louisabolusiae  R.C.Foster
- Geissorhiza malmesburiensi s R.C.Foster
- Geissorhiza mathewsii L.Bolus
- Geissorhiza minuta Goldblatt
- Geissorhiza monanthos Eckl.
- Geissorhiza monticola Goldblatt & J.C.Manning
- Geissorhiza namaquensis W.F.Barker
- Geissorhiza nana Klatt
- Geissorhiza nigromontana Goldblatt
- Geissorhiza nubigena Goldblatt
- Geissorhiza ornithogaloide s Klatt
- Geissorhiza outeniquensis Goldblatt
- Geissorhiza ovalifolia R.C.Foster
- Geissorhiza ovata (Burm.f.) Asch. & Graebn.
- Geissorhiza pappei Baker
- Geissorhiza parva Baker
- Geissorhiza platystigma Goldblatt & J.C.Manning
- Geissorhiza pseudinaequali s Goldblatt
- Geissorhiza purpurascens Goldblatt
- Geissorhiza purpureolutea Baker
- Geissorhiza pusilla (Andrews) Klatt
- Geissorhiza radians (Thunb.) Goldblatt
- Geissorhiza ramosa Ker Gawl. ex Klatt
- Geissorhiza reclinata Goldblatt & J.C.Manning
- Geissorhiza rosea (Klatt) R.C.Foster
- Geissorhiza roseoalba (G.J.Lewis) Goldblatt
- Geissorhiza rupicola Goldblatt & J.C.Manning
- Geissorhiza saxicola Goldblatt & J.C.Manning
- Geissorhiza schinzii (Baker) Goldblatt
- Geissorhiza scillaris A.Dietr.
- Geissorhiza scopulosa Goldblatt
- Geissorhiza setacea (Thunb.) Ker Gawl.
- Geissorhiza silenoides Goldblatt & J.C.Manning
- Geissorhiza similis Goldblatt
- Geissorhiza spiralis (Burch.) de Vos ex Goldblatt
- Geissorhiza splendidissima  Diels
- Geissorhiza stenosiphon Goldblatt
- Geissorhiza subrigida L.Bolus
- Geissorhiza sufflava Goldblatt & J.C.Manning
- Geissorhiza sulphurascens Schltr. ex R.C.Foster
- Geissorhiza tabularis Goldblatt
- Geissorhiza tenella Goldblatt
- Geissorhiza tricolor Goldblatt & J.C.Manning
- Geissorhiza tulbaghensis F.Bolus
- Geissorhiza uliginosa Goldblatt & J.C.Manning
- Geissorhiza umbrosa G.J.Lewis
- Geissorhiza unifolia Goldblatt